# Plandemic
Plandemic se refere a dois vídeos conspiracionistas, lançados em 2020, que promovem várias falsidades e informações erradas sobre a pandemia do COVID-19.
O filme foi realizado pela produtora Elevate, de Mikki Willis, na Califórnia, que também produziu outros vídeos conspiracionistas no passado. Os produtores do vídeo afirmam que ele é um trailer de um próximo filme a ser lançado em meados de 2020. O vídeo conta com a participação da ex-pesquisadora Judy Mikovits, descrita como uma ativista antivacinas, uma alegação rejeitada por ela.
Promovido por teóricos da conspiração, o vídeo se espalhou rápida e viralmente nas mídias sociais, obtendo milhões de visualizações e se tornou "uma das peças mais difundidas de desinformação sobre coronavírus". O vídeo foi removido de várias plataformas, incluindo Facebook, YouTube, Vimeo e Twitter, devido ao seu conteúdo enganoso.
Cientistas e profissionais de saúde criticaram o vídeo por promover teorias conspiratórias e desinformação. A revista Science publicou um editorial analisando-o e detalhando suas imprecisões e alegações enganosas.
A Elevate Films, que produziu Plandemic, indicou que planeja lançar mais vídeos do mesmo tipo no futuro.